# Solco intermammario

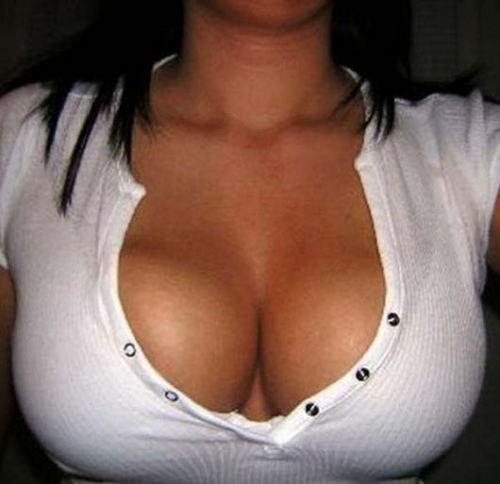
Solco intermammario in una donna, dove è più evidente a causa della conformazione dei seni

Il solco intermammario, o canale intermammario, o seno propriamente detto, o chiamato anche in modo informale se rivolto al genere femminile décolleté, è un particolare anatomico dei mammiferi che consiste nello spazio o canale che separa le mammelle localizzato nella regione sovrastante corrispondente allo sterno.

## Descrizione
Il termine "seno" deriva dal latino sinus, cioè "incavo".
Nell'essere umano, nel sesso femminile, il solco intermammario diventa ben visibile dalla formazione delle mammelle e dal loro sviluppo durante la pubertà, dato che le stesse si sviluppano in modo pronunciato nel sesso femminile.